# Tioacetamida
La tioacetamida es un compuesto organosulfurado con fórmula C2H5NS , del grupo de las tioamidas. En estado puro es un sólido cristalino blanco, soluble en agua y sirve como fuente de iones sulfuro en la síntesis de compuestos orgánicos e inorgánicos.  

## Investigación
Se sabe que la tioacetamida produce enfermedades hepáticas agudas o crónicas (fibrosis y cirrosis) en animales de experimentación. Su administración en ratas produce encefalopatía hepática, acidosis metabólica, aumento de los niveles de transaminasas, coagulación anormal y necrosis centrolobular, que son las principales características de enfermedades hepáticas crónicas, por lo que la tioacetamida permite experimentalmente replicar con precisión el inicio y la progresión de la enfermedad hepática humana con animales. 

## Aplicaciones en química
La tioacetamida se utiliza ampliamente en el análisis inorgánico cualitativo clásico como fuente in situ de iones sulfuro, ya que por hidrólisis produce acetamida, a la vez que libera iones sulfuro capaces de reaccionar con numerosos iones metálicos, mucho de ellos insolubles en medio acuoso. 
{\displaystyle {\ce {M^2+ + CH3C(S)NH2 + H2O -> MS + CH3C(O)NH2 + 2H+}}}     (M = Ni, Pb, Cd, Hg)
Esta reactividad también se da con algunos cationes trivalentes (As3+, Sb3+, Bi3+ ) y en algunos monovalentes (Ag+, Cu+ ).

## Preparación
La tioacetamida se prepara tratando acetamida con pentasulfuro de fósforo como se muestra en la siguiente reacción: 
{\displaystyle {\ce {4CH3C(O)NH2 + P4S10 -> 4CH3C(S)NH2 + P4S6O4}}}

## Estructura
La molécula presenta plano de simetría. Las distancias CS, CN y CC son 1,68, 1,31 y 1,50 Å, respectivamente. Las distancias cortas CS y CN indican enlaces múltiples,  lo que implicaría un equilibrio resonante entre la forma amida y la forma enólica:
{\displaystyle {\ce {CH3C(S)NH2 <-> CH3C(SH)=NH}}}

## Seguridad
La tioacetamida es un carcinógeno de clase 2B.
Se sabe que produce hepatotoxicidad marcada en animales expuestos. Los valores de toxicidad son 301 mg/kg en ratas (LD50, administración oral), 300 mg/kg en ratones (LD50, administración intraperitoneal).  Esto se evidencia por cambios enzimáticos, que incluyen elevación de los niveles séricos de alanina transaminasa, aspartato transaminasa y ácido aspártico . 